# 大崙 (彰化縣福興鄉)
大崙，是臺灣彰化縣福興鄉的一個傳統地域名稱，位於該鄉東北部。相較於今日行政區，其範圍大致與大崙村相近。

## 歷史
台灣清治末期至日治初期，大崙地區為一街庄，稱為「大崙庄」，隸屬於馬芝堡。該庄北與打鐵厝庄、馬鳴山庄為鄰，東與安東庄、埔姜崙庄為鄰，南邊及西南邊為外埔庄，西北邊為橋頭庄。
1901年（日治明治三十四年）11月，該庄隸屬於彰化廳。1909年（明治四十二年）10月，改隸屬於臺中廳。1920年（大正九年），該庄改制為「大崙」大字，隸屬於臺中州彰化郡福興庄。
戰後福興庄改制為福興鄉，隸屬於彰化縣，大字亦改制為村。

## 交通
縣道142號（彰鹿路六段、彰鹿路四段）是鹿港至彰化莿桐腳的道路，大致以橫向兩度經過大崙地區北部，往西可前往鹿港，往東可前往彰化莿桐腳接省道台19線，亦可由彰化交流道進入國道1號。